# Mystrocnemis flavovittata
Mystrocnemis flavovittata är en skalbaggsart som beskrevs av Max Quedenfeldt 1882. Mystrocnemis flavovittata ingår i släktet Mystrocnemis och familjen långhorningar.
Artens utbredningsområde är Angola. Inga underarter finns listade i Catalogue of Life.